# Kancellikollegiet i Sverige
Kancellikollegiet var det statsorgan, der sammen med Kongen fungerede som udøvende magt i Sverige fra 1626 til 1801. Efter et statskup blev Det Kongelige svenske kancelli dannet i 1809 og fungerede mere eller mindre frem til 1974, hvor Sveriges siddende regering gennem Regeringskansliet overtog den demokratiske styring. Kancelliets organisation blev reguleret af kancelliordener, og den blev via Axel Oxenstiernas Kancelliorden af 1626 indlemmet i kollegiesystemet og blev til og med 1801 kaldt Kancellikollegiet.

## Vasatidens kancelli
I middelalderen havde Sveriges konger og regenter en kansler eller sekretær, men stort set intet vides om deres underordnede hjælpere. Først med Gustav Vasa opstod et kancelli bestående af skriftkloge der var af såkaldt jævn herkomst, og som lidt efter lidt begyndte at få højere titler som sekretærer. Gustav Vasas kancelli var et redskab i det tekniske arbejde med Kongens breve og andre statsdokumenter; dets medlemmer havde dog ikke nogen reel rådgivende status. Det blev desuden sprogligt opdelt i et svensk kancelli og et tysk kancelli. Erik 14. og Johan 3. var ude af stand til at opretholde deres fars personlige regering, og deres skriverpersonale begyndte at udøve indflydelse på regeringsanliggender, selvom kancelliets stilling i princippet forblev uændret. Karl 9. gjorde igen sekretærer og skriftlærde til et værktøj for den kongelige vilje. Forsøg på at skabe en systematisk fordeling af sager mellem udpegede sekretærer fandt sted fra tid til anden, men med ringe succes.

## Stormagttidens kancelli
Det var Gustav 2. Adolf og hans kansler Axel Oxenstierna der lagde grunden til en mere moderne organisering af kancelliet. En række kancelliordrer fra Gustav Adolfs første årti (af 1612, 1613, 1618, 1620) havde til hensigt at regulere hele embedsværket, og tendensen gik i retning af at fastlåse visse stillinger til bestemte arbejdsopgaver.
Ved kancelliordenen af 1626 blev kancelliet indrettet som et kontor med en sammenslutning af højtstående embedsmænd i spidsen, en (kansler og to kancelliråd og under dem fire sekretærer – hver med deres eget særlige arbejdsområde og egne skrivere. Fra dette tidspunkt kan man altså tale om et kancelli, selvom udtrykket først blev almindeligt senere. Endnu vigtigere var den ændring, som kancellikollegiet fra 1626 ønskede at foretage i kancelliets opgaver. Det hedder, at "kancelliet ikke er anderledes end en sjæl uden sit legeme", altså en karakteristik af kancelliet som et rent ekspeditionsorgan for hele regeringen. To vigtige dele af administrationen var desuden udelukket: de finansielle spørgsmål henvistes til tællekammeret (se Kammarkollegiet) og sager vedrørende krigstjenesten hørte under krigsrådet (se Krigskollegiet). Hvad der ville forblive under kancelliet er opregnet: alle udenrigsanliggender, spørgsmål vedrørende råd og stændermøder, privilegier og retslige ændringer, generelle vedtægter og instruktioner for lensmænd, skoler og velgørenhedsinstitutioner med mere. Disse sager skulle ikke blot behandles i kancelliet, men også behandles objektivt og tilrettelægges for Kongen. På denne måde fungerede kancelliet både som ekspeditions- og administrationsorgan, sideordnet med tællekammeret og krigsrådet.
Gustav 2. Adolfs idé var regeringens opdeling i store afdelinger ("de fem kollegier"), som hver især ville være i direkte forbindelse med Kongen, dvs. noget, der lignede moderne ministerier. Princippet dukkede derefter op igen i styreformen fra 1634, der i hovedtrækkene var som kancelliordenen fra 1626, dog med fire i stedet for to kancelliråd. Desuden blev der tilføjet to statssekretærer, en højere sekretærpost (nævnt fra 1629), en kansler og under dem sekretærer, embedsmænd og skriftkyndige.
1626- og 1634-principperne vedrørende kancelliet blev kun delvist anvendt. Kancelliet blev først og fremmest et forvaltningsorgan, hvor alle udenrigsanliggender og interne regeringsspørgsmål blev håndhævet efter de givne regler. Men Axel Oxenstierna bibeholdt så meget som muligt af kancellikollegiets ældre, almindeligt forberedende opgaver, idet han argumenterede for, at alle sager fra andre kollegier skulle gå gennem kancelliet, og at der skulle laves tekniske bearbejdninger inden en præsentation. Dette princip brød med Gustav 2. Adolfs intention med kancelliet som kongeligt udøvende statsorgan, og kollegiet fik således en dobbeltrolle, dels som administrator af visse områder, dels som talerør for den udøvende magt. Som følge heraf begyndte de teknisk ansatte kabinetsembedsmænd (statssekretærer, sekretærer, referendarer) til sidst at udøve egentlig magt i samspil med regenten og blev på denne måde en alvorlig konkurrent til det aristokratiske svenske rigsråd.
Under Dronning Kristina og (i mindre grad) Karl 10. Gustav viste denne tendens sig mærkbart. Det blev dog standset af Karl 11.s formynderregering, som samlede magten i Rigsrådet, og derfor byggede 1661-ordningen stort set på samme fundament som i 1626, selv kancellipersonalets magtbeføjelser. En særlig revisionssekretær for ankesager, var blevet etableret i 1647 med endnu en tilføjelse i 1651, og i 1669 oprettedes permanent en særlig institution for disse sager, oprindelsen til Den Forberedende Justitierevision.
Det svenske riges bankerot efter Karl 11.s krig, forstærkede kancelliets rolle. Allerede under krigen 1675-1679 blev kancelliets sekretærer Kongens fortroligt allierede, og med opløsningen af det gamle råd forsvandt en konkurrent til kollegiet. Rigskanslerembedet forsvandt; i stedet kom kancellipræsidenten, som overvejende fik lov til at hellige sig udenrigsanliggender. Kancelliet var dog ikke alene om at have en rådgivende rolle. I sine konseljer indkaldte Karl 11. ikke kun kancelliembedsmænd, men også embedsmænd fra forskellige regeringsområder. En officiel konsolidering af sekretærernes stilling, grundet samfundskrisen, fandt dog ikke sted. Det var først i Karl 12.s regeringstid, at dette skete. I 1697 bestemte Kongen, at to statssekretærer Carl Piper og Tomas Polus skulle indgå i et etatsråd, det vil sige som medlemmer af Rigsrådet.
I 1713 udstedte Karl 12. en kancelliordre, som gik endnu længere. Rådets administrative opgaver (udenrigsanliggender, arkiver, biblioteker, posttjenester med mere) blev overladt til et samlet agentur der fik navnet Kancellikollegiet, bestående af seks kontorer mellem hvilke alle regeringsanliggender blev fordelt. I spidsen for hvert kontor var et råd (for Revisionskontoret dog den øverste ombudsmand), og disse råd af delegerede forenede således repræsentation og rådgivning. Kancellisystemet blev for alvor sat i kraft efter Kongens tilbagevenden til Sverige (1715), mens han begrænsede Rigsrådet og Senatets magt til revisionsspørgsmål. Som følge heraf blev det nye kollegium utvetydigt omdannet til et system af ordførere og rådgivende afdelinger fremfor alle de ældre agenturer.

## Frihedstiden
Med Karl 12.s død i 1718 faldt kancelliordren fra 1713 sammen. Regentens tomrum betød grundlæggende en tilbagevenden til Rigsrådets rolle som den virkelige bærer af regeringsmagten. Kancelliet blev i princippet ført tilbage til sin stilling før Kongens rokering med nyskabte kancelliordrer fra 1719 og 1720. Funktionen var dels administrativ (udenrigsanliggender, postvæsen, skoler, akademier, arkiver, biblioteker), dels som et politisk ordførende regeringskollegium, men lagt under Statsrådet.
I Rigsrådet var der kun kancellipræsidenten og hans nærmeste mand, rigsråden m.fl. De administrative "Områder som Hans Majestæt forbereder og eksekverer" blev til fire i alt med et kontor for retssager og tre statsadministrationer (for udenrigsanliggender, for krigstjenesten og for "embedsværket").
Revisionskontoret blev ledet af revisionssekretæren, mens justitiekansleren fik generelt tilsyn med retsplejesager, og lederne af de tre administrationer blev statssekretærer. Den nærmeste mand i kollegiet efter kancellipræsidenten og rigsråden, var hofkansleren. Derudover ville der være fire (lavere) kancellimedlemmer og sekretærer af forskellig art f.eks. imprimatører. I hele Frihedstiden bevarede kancelliet denne stilling. Dets betydning for rigsstyrelsen gjorde kancellipræsidenten til det absolut fremmeste medlem af rådet.

## Den gustavianske periode
Med omvæltningen i 1772 begyndte der igen en udvikling i den samme retning som i slutningen af 1600-tallet. I Gustav 3.s kancelliorden af 1773, tilføjedes to administrationer indenfor handels- og finansområder og indenfor kirkelige områder (de blev begge skabt i 1792), men nu blev rådets stilling faktisk undermineret. Kongen foretrak at håndtere regeringsanliggender i sit kabinet eller i eget konselj og tilkaldte de rådmænd og embedsmænd, han havde behov for. I disse forsamlinger gjorde statssekretærerne sig langt mere gældende end i Frihedstidens rådskollegium.
Blandt Gustav 3.'s mest indflydelsesrige mænd var flere statssekretærer eller andre kancelliembedsmænd: Johan Liljencrantz, Elis Schröderheim, Carl Axel Wachtmeister (justitiekansler), Carl Gustaf Nordin samt flere andre. I den sidste del af Kongens regeringstid dukkede kancellipræsidenten Ulrik Scheffer (minus hans efterfølger Gustaf Filip Creutz) op. Kancelliets ledende embedsmænd genvandt dén rådgiverstilling, som deres forgængere havde vundet før frihedens tidsalder og udvidede beføjelserne endnu mere, idet de ofte blev egentlige ministre, og administrationen fik karakter af at være et ministerium.
Da Rigsrådet blev afskaffet ved Forenings- og sikkerhedsakten i 1789, var vejen banet for at gøre denne nye orden permanent, hvilket dog ikke skete. Den højeste administration gennemgik en lang række ændringer i løbet af de næste tyve år. Det gamle kancelli blev nedlagt i 1801, og Den Forberedende Justitierevision blev et uafhængigt agentur med referencepligt for den nye Högsta domstolen, og som samlingskontor indeholdt den kun de tre statsadministrationer. Udenrigsanliggender blev fra 1791 behandlet af Kabinettet for udenrigskorrespondance med en kabinetssekretær som leder. Kanslerstillingen eksisterede igen i 1792-1799 og en kancellipræsidentstilling fra 1801, men begge stillinger tilhørte udenrigstjenesten.

## Kancelliet fra 1809 og frem
Revolutionen i 1809 førte til en fastere organisering. Kabinettet for udenrigskorrespondance blev opretholdt, og kancelliet inddeltes i fire områder: krigsadministration, en civil administration, en handels- og finansadministration og en kirkelig administration, hver især ledet af en minister. Det Kongelige svenske kancelli var nu en realitet.